# Jean Leclerc

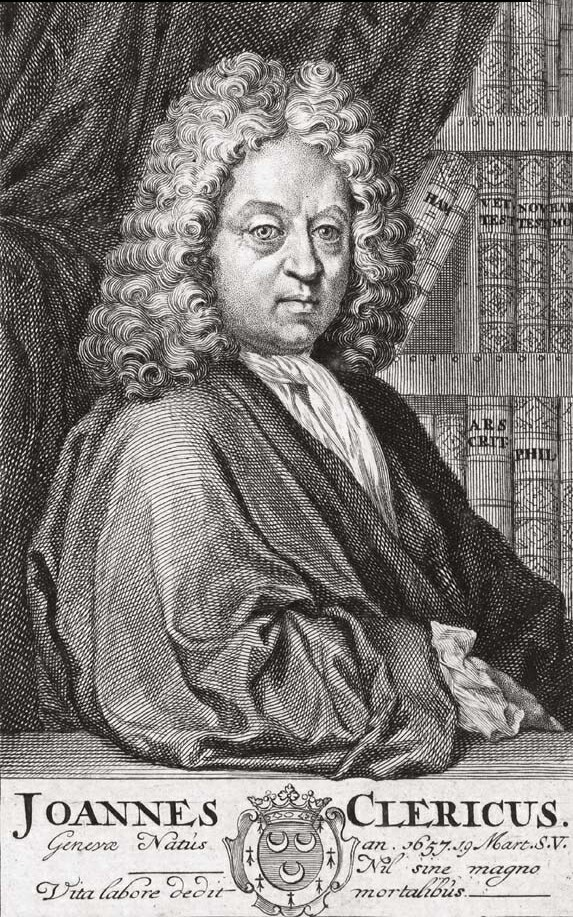
Jean Leclerc.

Jean Leclerc (latin Johannes Clericus), född 19 mars 1657 i Genève, död 8 januari 1736 i Amsterdam, var en schweizisk teolog, kritiker och tidskriftsutgivare.
Efter att ha blivit oense med kalvinisterna om den rätta bibeltolkningen lämnade han hemstaden Genève och begav sig till London, och senare till Amsterdam på grund av politisk instabilitet. Leclerc anställdes 1684 vid remonstrantseminariet i Amsterdam, där han undervisade i filosofi, litteratur, hebreiska och (från 1712) kyrkohistoria. Leclerc stred mot sin tids ortodoxi och för tankens frihet. Han ville låta uppenbarelsen gälla endast så till vida som den överensstämde med förnuftet. Leclerc jämförs ofta med sin samtida Pierre Bayle, till den förres nackdel. 
Av de inflytelserikaste bland Leclercs arbeten finns tidskrifterna Bibliothèque universelle et historique (25 band, 1686–1693), Bibliothèque choisie (28 band, 1703–1713) och Bibliothèque ancienne et moderne (29 band, 1714–1727), vilka innehöll avhandlingar, biografiska meddelanden samt utdrag ur samtida vetenskapliga verk jämte kritik över dessa. Även må nämnas Vetus testamentum translatum cum paraphrasi et perpetuo commentario et cetera (1693–1731), som bidrog att framkalla en frigjord bibelkritik, Traité de l’incrédulité (1696), riktad mot Bayles skepticism, samt Opera philosophica (4 band, 1698). 
Ars Critica (1697) är en historiefilosofi presenterad som en handbok och kritik över Quintus Curtius Rufus i vilken han förespråkar en realistisk historieskrivning.